# Делиев, Георгий Викторович
Гео́ргий Ви́кторович Дели́ев (укр. Георгій Вікторович Делієв; род. 1 января 1960, Херсон, СССР) — советский и украинский режиссёр, актёр, музыкант, художник. Художественный руководитель комик-труппы «Маски»; народный артист Украины (2009).

## Биография
Родился в Херсоне (Украинская ССР), детство провёл в Новой Каховке Херсонской области, где проживали родители, работавшие учителями в интернате в Корсунке Новокаховского городского совета.
В детстве занимался греблей, лёгкой атлетикой, баскетболом, волейболом. Очень любил рисование и посещал городскую художественную студию.
В 1977 году поступил в Одесский инженерно-строительный институт на архитектурный факультет, который окончил в 1982 году. На протяжении студенческих лет активно занимался пантомимой и клоунадой в студии.
С 1982 по 1984 год работал архитектором в городе Пятигорске, затем в Кишинёве. В этих городах параллельно открыл театры-студии пантомимы.
С 1984 года работал в Ленинградском театре «Лицедеи» под руководством Вячеслава Полунина. В том же 1984 году был принят в ансамбль пантомимы и клоунады «Маски» при Одесской филармонии, где работал художественным руководителем, режиссёром, актёром, автором.
С 1986 по 1989 годы учился в Государственном институте театрального искусства на факультете режиссуры эстрады.
В 1991 году дебютировал в кино с фильмом «Семь дней с русской красавицей». С этого же года режиссёр-постановщик, автор сценариев и исполнитель ролей в телевизионных фильмах комедийной программы «Маски-шоу».
В фильме «Двенадцать стульев» (Германия) исполнил роль Остапа Бендера.
Художник, проводит выставки собственных живописных работ.

Любил рисовать я с детства, занимался в изостудии. По первому образованию — архитектор. Так, что, наверное, я больше художник, чем артист. <…> Рисую я очень давно. И если работа в театре и кино меня обязывает быть предельно дисциплинированным и ответственным, то живопись для меня скорее хобби, чем профессия, потому, что пишу в «свободное от работы время». И, тем не менее, мои картины часто выставляются и неплохо продаются.
 Люблю работать в разных техниках. Мне всё одинаково интересно — и масло, и акрил, и акварель, и пастель, и даже тушь на рисовой бумаге. Это похоже на мужчину, который очень часто меняет женщин для разнообразия. Так и я в живописи. Стили и жанры тоже меняю, как перчатки. А что, скучно на одной «фишке» сидеть. Но в любом случае, мне интересно создавать на полотне конфликт. Я вначале придумываю сюжет, а потом наполняю его героями, предметами и средой.
— Георгий Делиев, 2010 
В 2002 году был избран депутатом Одесского городского совета, состоял в комиссии по культуре, просвещению, по делам молодёжи и спорта.
В августе 2005 года решением Президиума Международной академии Трюка за большие заслуги в деле процветания славных традиций культуры и искусства, за выдающийся вклад в развитие кинематографии и популяризацию трюкового искусства и кино Георгию Делиеву присвоили звание Академика Международной Академии трюка.
Член Союза театральных деятелей, член Союза кинематографистов Украины. Экс-депутат городского совета в комиссии по культуре, просвещению, по делам молодёжи и спорту. Академик Международной академии дураков. В 2017 стал членом жюри «Лига Смеха».
C 2022 года живёт во Франции, периодически приезжая в Одессу.

### Семья
- двоюродный прадед — Георгий (Делиев), епископ Русской православной церкви[9];
- отец — Виктор Георгиевич Делиев (род. 1936)[10];
- мать — Галина Трофимовна Делиева (д. Гулина) (род. 1937)[10];
- брат — Лев Викторович Делиев (род. 1965)[10]) тоже актёр, участвовал в коллективе «Маски»[11]
- первая жена (с 1979 по 2012 год) — Лариса Делиева (1961—2012);

- дочь — Яна Делиева (род. 1983), в детстве снималась в проекте «Маски-шоу» (1992—1995). Танцует, преподаёт танцы, клоунесса в театре «Кабаре Буффон», снимается в кино, поёт. Психолог по образованию, замужем;

- внучка — Алиса (род. 2014);

- вторая жена — Екатерина Делиева;

- сын — Николай Делиев (род. 2015);
- сын — (род. 2021).

## Фильмография

### Актёр
- 1987 — Перед большой дорогой на войну — мим
- 1991 — Семь дней с русской красавицей — Фурич
- 1991—2006 — Маски-шоу — разные роли
- 2001 — Второстепенные люди — картёжник
- 2002 — Чеховские мотивы — шафер
- 2003 — Двенадцать стульев — Остап Бендер
- 2004 — Эффект присутствия (Кредитка) — Георгий Делиев
- 2004 — Настройщик — Андрей
- 2006 — Иван Подушкин. Джентльмен сыска (серия «Али-Баба и 40 разбойниц») — сосед Валера
- 2007 — Сильнее огня — Хофман
- 2007 — Ни шагу назад! — немец
- 2007 — Прикольная сказка — военный министр
- 2008 — Стреляй немедленно! — продавец в оружейном магазине
- 2009 — Территория красоты — Стас Ландышев, рок-музыкант
- 2009 — Мелодия для шарманки — проповедник
- 2009 — Малахольная — отец Нади
- 2009 — Люблю 9 марта! — Алексей Казанцев, муж Кати
- 2010 — Демоны — Гриша-Мажор
- 2011 — Костоправ (1-я серия «Страшный удар») — Георгий Андреевич Мусин, уролог-андролог-сексолог
- 2011 — Шаббат — Марк Соломонович Богоявленский
- 2012 — Вечное возвращение — Он
- 2013 — Моя Русалка, Моя Лореляй — Анатолий, музыкант-выпивоха
- 2014 — Пляж (фильм № 4 «Весёлые ребята») — Михаил Львович Малыгин
- 2017 — Одесский подкидыш — Аркаша
- 2017 — Светка — Батон
- 2018 — Донбасс — Батяня, командир
- 2018 — Сувенир из Одессы — Наум Рахумовский
- 2019 — Юрчишины — Ник Ник
- 2019 — Ошибка полковника Шевцова — Шевцов, полковник Одесской милиции
- 2020 — Беглянка-2 — Николай Павлович Тренёв, бывший главврач клиники
- 2020 — Крепость Хаджибей — русский солдат
- 2021 — Почему я жив — немецкий офицер

### Режиссёр
- 1991 — Семь дней с русской красавицей
- 1991—2006 — Маски-шоу
- 2004 — Редкий дождь
- 2008 — Синие как море глаза
- 2017 — Одесский подкидыш
- 2019 — Ошибка полковника Шевцова

## Музыка
Первые песни пел в стиле хип-хоп с 1987 года по 1989 год. В 2004 году стал участником группы «Качели-Качели».
Поёт дуэтом с Алёной Винницкой, снялся с ней в клипе.
Делиев является автором песен, гитаристом и вокалистом в рок-группе «Мастеркласс» (рок-н-ролл). Выпустил альбомы «Хулиган с большой буквы» (2005), «Дубда» и «Небесный поезд».
В связи с шуточным клипом на песню «Рідна мова» (2006), навеянной «оранжевой революцией», журналисты издания «Український тиждень» обвинили Делиева в украинофобии.

## Дискография
- 1996 — «Рэп-Даун» (совместно с Юрием Володарским и комик-труппой «Маски»)
- 2005 — «Хулиган с большой буквы»
- 2008 — «Дубда»
- 2010 — «Небесный поезд»[13]

## Выставки
- 2004 — первая персональная выставка (живопись, графика), галерея «Белая луна», Одесса.
- 2006 — групповая выставка галерея «Белая луна», г. Одесса.
- 2007 — персональная выставка (живопись, графика), галерея «Арена», Киев.
- 2007 — групповая выставка «Морская галерея», г. Одесса.
- 2008 — персональная выставка (живопись, графика), галерея «Белая луна», Одесса.
- 2009 — персональная выставка (живопись, графика), галерея «Белая луна», Одесса.
- 2010 — персональная выставка (живопись, графика), галерея «Сады победы», Одесса.
- 2010 — групповая выставка в Музее Западного и Восточного искусства, Одесса.
- 2010 — персональная выставка (живопись, графика), Музей восковых фигур, Одесса.

Экспрессия живописной палитры подчёркивает не только темперамент самого автора, но и острую ситуативность сюжетов — важного атрибута неоднозначных реалий нашей повседневности. Как ни странно, именно она роднит искусство Г. Делиева с духом живописи малых голландцев. Как у голландцев, в искусстве Г. Делиева присутствует взгляд непосредственного наблюдателя, которому не безразлична абсурдность жизненных ситуаций и персонажей творящих их. Но, если на сцене с его режиссёрской подачи всё это вызывает смех, то на полотне — грустную иронию.
— Татьяна Басанец, искусствовед 

## Награды и звания
- заслуженный артист Украины (21 февраля 2002)[20];
- народный артист Украины (18 августа 2009)[21][22];
- юбилейная медаль «20 лет независимости Украины» (19 августа 2011)[23].
- благодарность Премьера-министра Украины (28 июня 2013)[24];
- кавалер ордена во имя преподобного Ильи Муромца III степени Украинской Православной Церкви (7 января 2010)[25];
- лауреат Всесоюзного конкурса артистов эстрады, лауреат и дипломант международных конкурсов театра, циркового искусства, телевизионных фестивалей и конкурсов[источник не указан 913 дней];
- премия международного кинофестиваля «Стожары—2005» — за лучшую мужскую роль в фильме «Настройщик»[источник не указан 913 дней];
- почётный знак Одесского городского головы «За заслуги перед городом» (2019)[26].